# Wildwood, Kentucky
Wildwood är en inkorporerad ort i Jefferson County i Kentucky. Vid 2020 års folkräkning hade Wildwood 281 invånare.